# Организация марксистов (Украина)
Организа́ция маркси́стов, ОМ (укр. Організація марксистів) — леворадикальное политическое объединение на Украине.

## Учреждение организации
Организация марксистов была создана на учредительной конференции 24—25 марта 2007 года. Основу новой организации составили несколько политических групп и информационных изданий на Украине, в частности, — Молодёжное объединение «Че Гевара», группы вокруг редакций сайтов contr.info и communist.ru и журнала «Против течения». Некоторые участники объединения в своё время покинули Ленинский коммунистический союз молодёжи Украины и Всеукраинский союз рабочих, другие — «Рабочее сопротивление», украинскую секцию Комитета за рабочий интернационал.
На учредительной конференции присутствовало сто пятьдесят человек, включая около девяноста делегатов от левых изданий, политических групп и профсоюзных организаций из Киева, Львова, Севастополя, Черкасс, Мукачева, Мариуполя, Донецка, Днепропетровска, Луганска, Харькова, Каменец-Подольского, Симферополя, Винницы, Славянска, Херсона, Житомира, Макеевки, Запорожья, Одессы, Измаила, Конотопа и ряда других городов Украины. Делегаты конференции приняли Декларацию и Устав ОМ, а также избрали Координационный совет ОМ в составе 21 человека. Председателем КС был избран Василий Терещук .
На учредительной конференции присутствовали гости из Франции (Революционная коммунистическая лига), Великобритании (Международная марксистская тенденция) и Польши, а также представители российских левых организаций и структур — ИКЦ «Левая политика», Социалистического движения «Вперёд», Российской коммунистической рабочей партии — Российской партии коммунистов, Союза коммунистической молодёжи Российской Федерации и Российского коммунистического союза молодёжи. Директор Института проблем глобализации (ныне Института глобализации и социальных движений) Борис Кагарлицкий, также присутствовавший на учредительной конференции, охарактеризовал её как «очень важный и полезный урок», отметив, что «организационно украинские товарищи оказались существенно впереди нас».

## Идеологические основы
В Декларации ОМ, в частности, говорится, что она объединяет в своих рядах всех, кто стоит на позиции «революционной теории марксизма» и «признания того, что путь к социализму лежит через социалистическую революцию, ликвидацию частной собственности на средства производства, разрушение буржуазной государственной бюрократической машины и вовлечение в управление обществом всех трудящихся».
На момент создания организации внутри неё действовали представители различных течений революционного социализма, в первую очередь, — троцкисты, сталинисты и сторонники существования социализма в СССР, маоисты, неомарксисты, левые коммунисты (сторонники теории государственного капитализма в СССР). В решениях Конференции ОМ, прошедшей в декабре 2007 года, по этому поводу говорится: «Отношение к вопросу „о природе СССР“ на нынешнем этапе не является главным и определяющим для выработки программы и построения организации марксистов».

## Деятельность
Активисты Организации марксистов принимали участие в работе Сети киноклубов социального и классического кино. В феврале — марте 2008 года в рамках Сети состоялся Фестиваль антифашистского кино. Организация была активна в инициативе «Сохрани старый Киев», совместно с другими (также преимущественно левыми) активистами и местными жителями. Действия против уплотнительной застройки велись и в других городах (Черкассы, Севастополь).
ОМ отдавала предпочтение непарламентским методам политической борьбы. Так, в 2007 и 2009 годах организация взяла курс на агитацию против всех партий и кандидатов на внеочередных парламентских выборах и выборах президента соответственно.
Организация участвовала в кампаниях против принятия нового Трудового кодекса и поправок к закону Украины «О высшем образовании», а также против повышения тарифов и наступления на социальные права трудящихся в условиях экономического кризиса. Среди подобных акций, в которых принимала участие ОМ — «Марш нищебродов» и «Шалені пасажири», акция протеста против повышения цен на общественный транспорт в Киеве 9 ноября 2008 года, разогнанная «Беркутом». В 2009 и 2010 годах участвовала в альтернативных первомайских демонстрациях в Киеве совместно с рядом других леворадикальных организаций («Социальная альтернатива», «Антифашистское действие», Революционная конфедерация анархо-синдикалистов, «Новые левые», «Молодёжь против капитализма», исключённые из ЛКСМУ комсомольцы, зоозащитники) и независимых профсоюзов («Прямое действие», «Защита труда»).
В рамках международной кампании солидарности с Кубой ОМ выступала за освобождение Пяти кубинских героев из тюрьм США.
ОМ совместно с организацией «Новые левые» выступила организатором проведённой в Киеве 6—8 июня 2008 года Подготовительной ассамблеи Европейского социального форума. В работе ЕСФ в Мальмё, Швеция, 17—21 сентября 2008 года приняла участие в составе украинской делегации.
Местные организации ОМ работали над установлением контактов с рабочими коллективами и независимыми профсоюзами. Наиболее крупным успехом организации в этом деле была поддержка работников Херсонского машиностроительного завода в их борьбе против ликвидации предприятия (2009 год). Активисты Организации марксистов находились на ХМЗ с самого начала событий и активно содействовали развитию акции, а по итогам попытались создать Координационный комитет борющихся трудовых коллективов. В ходе «итальянской» забастовки на Полтавском ГОК (2010 год) члены ОМ оказывали активную поддержку борьбе рабочих, которая закончилась поражением и увольнением большинства членов незарегистрированного профсоюза «Народная Солидарность».

## Распад
К началу 2011 года Организация марксистов фактически прекратила своё существование. Часть её активистов (рассматриваемая как «сталинистское крыло» ОМ и включающая выходцев из структур компартии и комсомола) приняла участие в создании объединения «Боротьба», другая (антисталинистская, преимущественно троцкистская) — социалистического объединения «Левая оппозиция», которое после Майдана 2013—2014 годов участвует в создании новой левой партии «Соціальний рух» («Социальное движение»; первоначально «Ассамблея социальной революции»), рабочем движении в Кривом Роге и Киеве. Название теоретического журнала ОМ, «Против течения», осталось за небольшой левокоммунистической группой.
Противоречия между двумя крыльями ОМ, основаные на идеологических расхождениях, различной политической культуре и подходах к поиску союзников, нарастали давно, но окончательно выявились во время дискуссии о создании широкого левого политического субъекта. Поводом к окончательному размежеванию стало утаивание будущими основателями «Боротьбы» от остальных членов организации денежной помощи, полученной Организацией марксистов от Левой партии Швеции.

## Печатные издания
Организация выпускала газету «Рабочая солидарность» (совместно с независимым львовским профсоюзом «Защита труда», объединявшим более тысячи жителей рабочих общежитий) и теоретический журнал «Против течения».
В 2007 году в московском издательстве «Алгоритм» в серии «Левый марш» вышли книги активистов ОМ, левых публицистов Виктора Шапинова «Империализм от Ленина до Путина» и Андрея Манчука «Наследники Че Гевары».